# Бокейордински район
Бокейордински район (на казахски: Бөкейордасы ауданы) е съставна част на Западноказахстанска област, Казахстан, обща площ 19 330 км2 и население 15 033 души (по приблизителна оценка към 1 януари 2020 г.). Административен център е село Сайхин.